# استان ساتیپو
استان ساتیپو (به اسپانیایی: Provincia de Satipo) یک استان در پرو است که در منطقه خونین واقع شده‌است. استان ساتیپو ۱۹٬۲۱۹٫۴۸ کیلومتر مربع مساحت و ۲۰۳٬۹۸۵ نفر جمعیت دارد.